# Sarothrocera
Sarothrocera is een kevergeslacht uit de familie van de boktorren (Cerambycidae). De wetenschappelijke naam van het geslacht werd voor het eerst geldig gepubliceerd in 1846 door White.

## Soorten
Sarothrocera is monotypisch en omvat slechts de volgende soort:
- Sarothrocera lowii White, 1846